# Acacia michelii
Acacia michelii é uma espécie de leguminosa do gênero Acacia, pertencente à família Fabaceae.